# Topoloveț (Kula), Vidin
Topoloveț (în bulgară Тополовец, în română Boșneacu din Deal) este un sat în comuna Kula, regiunea Vidin, Bulgaria. Localitatea a fost locuită compact de românii din Timocul bulgăresc.. 

## Demografie
Componența etnică a satului Topoloveț
     Bulgari (96,33%)
     Nicio identificare (3,66%)
     Altele (0%)
La recensământul din 2011, populația satului Topoloveț era de 355 locuitori. Din punct de vedere etnic, majoritatea locuitorilor (96,33%) erau bulgari. Pentru 3,66% din locuitori nu este cunoscută apartenența etnică.